# Tatu Miettunen
Tatu Miettunen (Mänttä, 24 aprile 1995) è un calciatore finlandese, difensore dell'Ilves.

## Carriera

### Club
Ha giocato nella prima divisione finlandese.

### Nazionale
Ha giocato nella nazionale finlandese Under-21.

## Palmarès

### Club

#### Competizioni nazionali
- Suomen Cup: 2

Ilves: 2019, 2023